# Смоленская операция (1943)

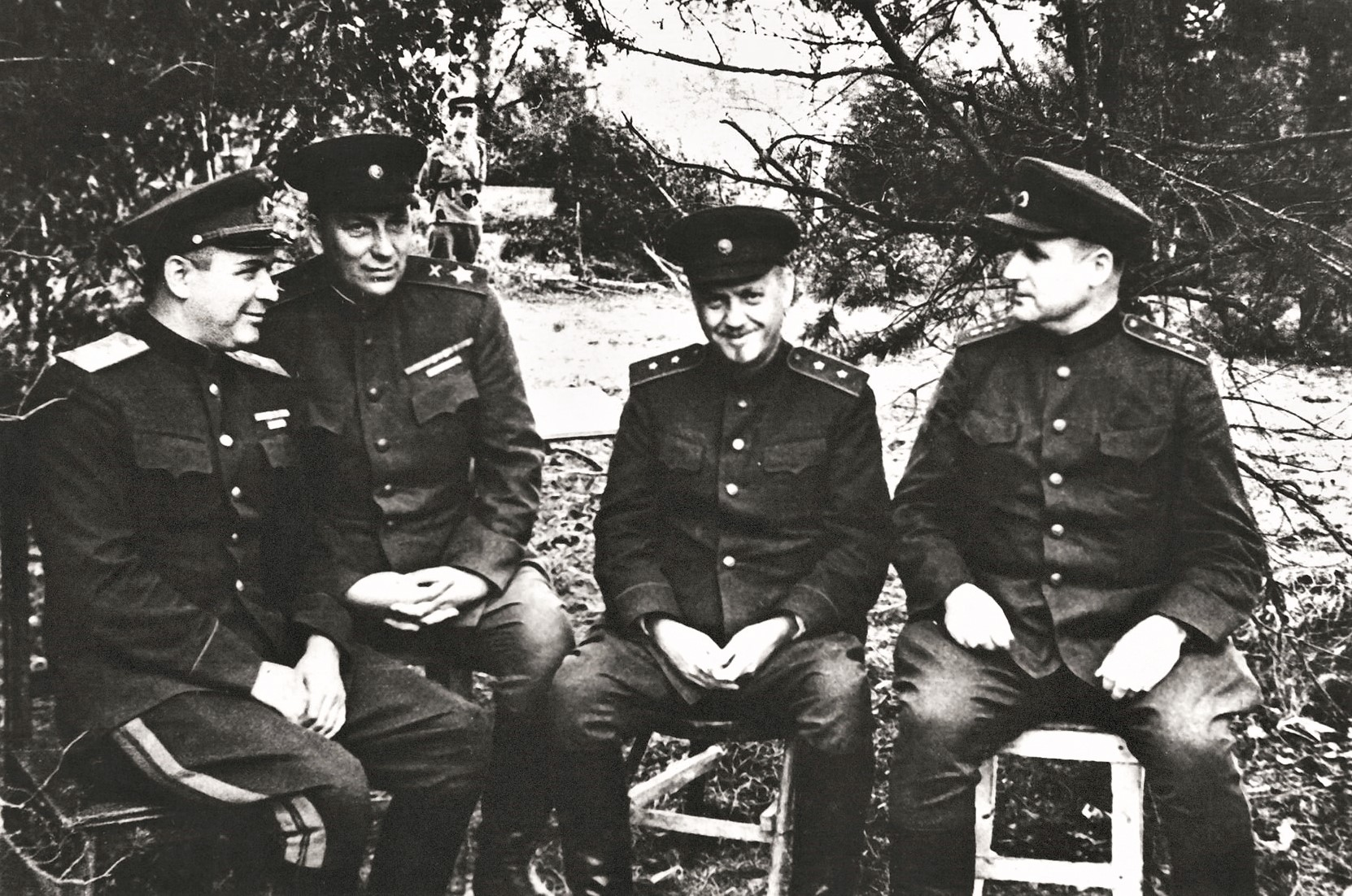
На Западном фронте в преддверии наступления на смоленском направлении. Слева направо: представители Ставки ВГК маршал авиации А. А. Новиков и маршал артиллерии Н. Н. Воронов, член Военного совета фронта генерал-лейтенант Н. А. Булганин и командующий Западным фронтом генерал-полковник В. Д. Соколовский. Август 1943

Смоле́нская наступа́тельная опера́ция или Операция «Суворов» — стратегическая наступательная операция войск Западного фронта и левого крыла Калининского фронта, проведённая 7 августа — 2 октября 1943 года с целью разгрома левого крыла немецкой группы армий «Центр» и не допуска переброски её сил на юго-западное направление, где советские войска наносили главный удар, а также освобождения Смоленска. Получила кодовое наименование «Суворов».

## Замысел
В соответствии с замыслом военных действий на лето и осень 1943 года Ставка Верховного Главнокомандования планировала, преднамеренно перейдя к обороне на центральном участке советско-германского фронта, отразить удары врага в районе Курского выступа, максимально ослабить его группировки и тем самым создать условия для перехода в контрнаступление. Начавшись на орловском и белгородско-харьковском направлениях, оно должно было перерасти в стратегическое наступление Красной армии в полосе от Смоленска до Азовского моря с целью прорыва на территорию Белоруссии и Правобережной Украины.
При этом главный удар предусматривался на юго-западном направлении, где находились главные силы вермахта, действовавшие в то время на восточном фронте. Но не менее важное значение придавалось разгрому немецких объединений из состава группы армий «Центр», которые, удерживая рубеж западнее Кирова, Спас-Деменска, Ярцева и Велижа, находились в 250—300 км от Москвы и тем самым создавали угрозу как столице, так и центральному промышленному району страны в целом. Исходя из этого, намечался переход в наступление Калининского и Западного фронтов с задачей выхода на рубеж Смоленск — Рославль.
Письменные директивы на подготовку и проведение этого наступления Ставка ВГК не издавала. Все необходимые указания командующие войсками фронтов получали непосредственно в Генеральном штабе. Замысел операции был представлен Верховному Главнокомандующему на карте. В соответствии с ним главный удар наносил Западный фронт (командующий — генерал-полковник, с 27 августа 1943 года — генерал армии В. Д. Соколовский). Ему предстояло разгромить противника в районах Ельни и Спас-Деменска, в дальнейшем развивать наступление на Рославль. Одновременно частью сил правого крыла Западного фронта во взаимодействии с Калининским фронтом (командующий — генерал-полковник А. И. Ерёменко) планировалось вначале овладеть Ярцевым и Дорогобужем, а затем Смоленском.
Принимая во внимание возможность такого развития событий, в генеральном штабе сухопутных войск Германии не без оснований считали, что удар советских фронтовых объединений на западном направлении приведёт к серьёзным последствиям. В этой связи отдел иностранных армий стран Востока, рассматривая обстановку в полосе группы армий «Центр» по состоянию на конец июля 1943 г., подчёркивал в своих выводах, что в случае овладения Смоленском перед Красной армией откроются «новые оперативные возможности…». Используя их, её сильные группировки будут стремиться «прорваться как можно дальше на запад…». В связи с чем следует ожидать «крупные местные наступательные операции, в результате которых может произойти вклинение в главную полосу обороны. Это может привести к местным кризисам, которые вследствие нехватки немецких резервов… могут быстро принять большие размеры».

## Обстановка
Такие условия заставляли германское командование сосредоточивать основные усилия на упорном удержании местности. На смоленском и рославльском направлениях оно подготовило пять — шесть оборонительных полос и рубежей, эшелонированных на 100—130 км. Тактическая зона обороны глубиной 12—15 км включала главную (ГПО) и вторую полосы. Главная полоса (шириной от 4,5 до 5 км) состояла из трёх позиций с развитой системой опорных пунктов, связанных между собой ходами сообщения. Передний край проходил преимущественно по высотам и на всём протяжении был прикрыт проволочными заграждениями и сплошными минными полями. Такие же инженерные заграждения имелись на подступах ко второй и третьей позициям. К тому же вся ГПО была насыщена большим количеством бронированных и деревоземляных огневых точек (в среднем 6—7 сооружений на 1 км), а также укрытий и блиндажей для личного состава.
Вторая полоса находилась в 8—10 км от переднего края. Перед ней также были установлены проволочные заграждения, а на важнейших направлениях — и минные поля. Такие города, как Новосокольники, Витебск, Сураж, Рудня, Духовщина, Ярцево, Дорогобуж, Ельня, Спас-Деменск, Демидов, Смоленск, Рославль, представляли собой мощные узлы сопротивления, подготовленные к круговой обороне. Дороги на важнейших направлениях минировались.
В оперативной глубине противник создал три-четыре оборонительных рубежа, которые проходили преимущественно по берегам рек. Они не были заняты войсками, но при необходимости на них могли быть выдвинуты резервы или соединения с других участков. Всего в полосе шириной 600 км командование группы армий «Центр» развернуло 44 дивизии 3-й танковой, 4-й и частично 2-й танковой армий. В составе этой группировки имелось 850 тыс. человек, 8800 орудий и миномётов, около 500 танков и штурмовых орудий, до 700 боевых самолётов.

## Силы и состав сторон

### Германия
Группа армий «Центр» под командованием генерал-фельдмаршала Г. Клюге в составе:
- 3-я танковая армия (генерал танковых войск Г. Рейнгардт)
- 4-я полевая армии (генерал пехоты Г. Хейнрици)
- часть соединений 9-й полевой армии (генерал-полковник В. Модель)

Всего 44 дивизии: свыше 850 тысяч человек, около 8800 орудий и миномётов, около 500 танков и штурмовых орудий, до 700 самолётов.
Немецкое командование, стремясь удержать занятые рубежи восточнее Смоленска и Рославля, сосредоточило на этом направлении основные силы. Противник имел сильную оборону (центральная часть «Восточного вала»), включавшую 5—6 полос общей глубиной 100—130 км. Города Велиж, Демидов, Духовщина, Смоленск, Ельня, Рославль были превращены в мощные укреплённые узлы.

### СССР
Левое крыло Калининского фронта под командованием генерал-полковника А. И. Ерёменко в составе:
- 3-я ударная армия[4]
- 4-я ударная армия (генерал-майор Швецов В. И.)
- 43-я армия (генерал-лейтенант Голубев К. Д.)
- 39-я армия (генерал-лейтенант Зыгин А. И., с 9 сентября генерал-лейтенант Берзарин Н. Э.)
- 5-й гвардейский стрелковый корпус
- 3-я воздушная армия (генерал-лейтенант авиации Папивин Н. Ф.)
- 39-я воздушная армия[4]
- 43-я воздушная армия[4]

Западный фронт под командованием генерал-полковника, а с 27 августа генерала армии В. Д. Соколовского в составе:
- 31-я армия (генерал-лейтенант Глуздовский В. А.)
- 5-я армия (генерал-лейтенант Поленов В. С.)
- 10-я гвардейская армия (генерал-лейтенант Трубников К. П.)
- 33-я армия (генерал-полковник Гордов В. Н.)
- 49-я армия (генерал-лейтенант Гришин И. Т.)
- 10-я армия (генерал-лейтенант Попов В. С.)
- 68-я армия (генерал-лейтенант Журавлёв Е. П.)
- 21-я армия (генерал-лейтенант Крылов Н. И.)
- 5-й механизированный корпус (генерал Волков М. В.)
- 3-й гвардейский кавалерийский корпус (генерал Осликовский Н. С.)
- 2-й гвардейский танковый корпус (генерал Бурдейный А. С.)
- 6-й гвардейский кавалерийский корпус (генерал Соколов С. В.)
- 1-я воздушная армия (генерал-лейтенант авиации Громов М. М.)

Войска обоих фронтов занимали по отношению к вражеской группировке охватывающее положение и к началу Смоленской операции насчитывали 1253 тыс. человек, 20 640 орудий и миномётов, 1436 танков и САУ, 1100 боевых самолётов. Средняя численность стрелковых дивизий составляла 6,5—7 тыс. человек. Войска располагали весьма ограниченным количеством боеприпасов (2—2,5 боекомплекта) и автобензина (1,3—2,8 заправки).

## План операции
В соответствии с решением генерал-полковника В. Д. Соколовского на направление главного удара в полосе его Западного фронта выделялись 10-я гвардейская, 33, 68 и 21-я армии, 5-й механизированный и 6-й гвардейский кавалерийский корпуса. Им предстояло прорвать оборону врага на участке шириной 16 км, разгромить основные силы немецкой 4-й армии, овладеть важным узлом железных и шоссейных дорог — г. Рославлем, после чего выйти на рубеж Ярцево, Починок, Дубровка. Планируемая глубина продвижения составляла 180—200 км.
Другие удары предусматривались на правом крыле силами 31-й и 5-й армий с целью уничтожения противника в районах Ярцева и Дорогобужа с последующим развитием наступления во взаимодействии с войсками Калининского фронта на Смоленск, а в полосе 10-й армии из района Кирова на Оболовку и Воронцово.
Командующий войсками Калининского фронта генерал-полковник А. И. Ерёменко решил нанести главный удар 39-й армией из района Дмитровки в направлении Духовщина, Смоленск. Её задача заключалась в разгроме немецкого 27-го армейского корпуса и овладении на восьмой — девятый день операции совместно с армиями правого крыла Западного фронта Смоленском. Другой удар наносила 43-я армия силами двух стрелковых дивизий из района северо-восточнее Вердино в общем направлении на Скугрево (15 км юго-восточнее Демидова).
В период подготовки наступления были проведены крупные внутрифронтовые и внутриармейские перегруппировки. При этом основная масса артиллерии сосредоточивалась в ударных группировках. Так, на Западном фронте к артиллерийской подготовке атаки на всех участках прорыва привлекалось 4950 орудий и миномётов, а на Калининском фронте — 1653. Плотность артиллерии в 39-й армии достигала 130, а в 10-й гвардейской и 33-й армиях — 165 единиц на 1 км.
Вместе с тем советской стороне не удалось обеспечить внезапность перехода в наступление, и оно не стало для врага неожиданным. Ещё в конце июля его авиация обнаружила сосредоточение танков и артиллерии на ряде направлений. Немецкое командование предприняло контрмеры — уплотнило боевые порядки соединений первого эшелона, а в период с 1 по 6 августа перебросило три дивизии на те участки, где намечались активные действия войск левого крыла Калининского и Западного фронтов.
По замыслу советского командования главная роль в операции отводилась Западному фронту, которому предстояло уничтожить противника в районах Ельни, Спас-Деменска и затем наступать на Рославль, нанося удар во фланг вражеской группировки, развёрнутой против Брянского фронта. Войска правого крыла фронта совместно с армиями левого крыла Калининского фронта получили задачу разгромить противника в районах Дорогобуж, Ярцево, Духовщина и в дальнейшем овладеть Смоленском (план «Суворов I»). В случае успешного наступления Брянского фронта предусматривался поворот главных сил Западного фронта на Смоленск (план «Суворов II»). Прорыв обороны противника намечалось осуществить на четырёх участках в полосе Западного и на одном в полосе Калининского фронтов.
Смоленская операция включала 4 объединённые общим замыслом фронтовые операции:
- Спас-Деменская операция (7 — 20 августа 1943);
- Ельнинско-Дорогобужская операция (28 августа — 6 сентября 1943);
- Духовщинско-Демидовская операция (14 сентября — 2 октября 1943);
- Смоленско-Рославльская операция (15 сентября — 2 октября 1943).

## Ход сражения

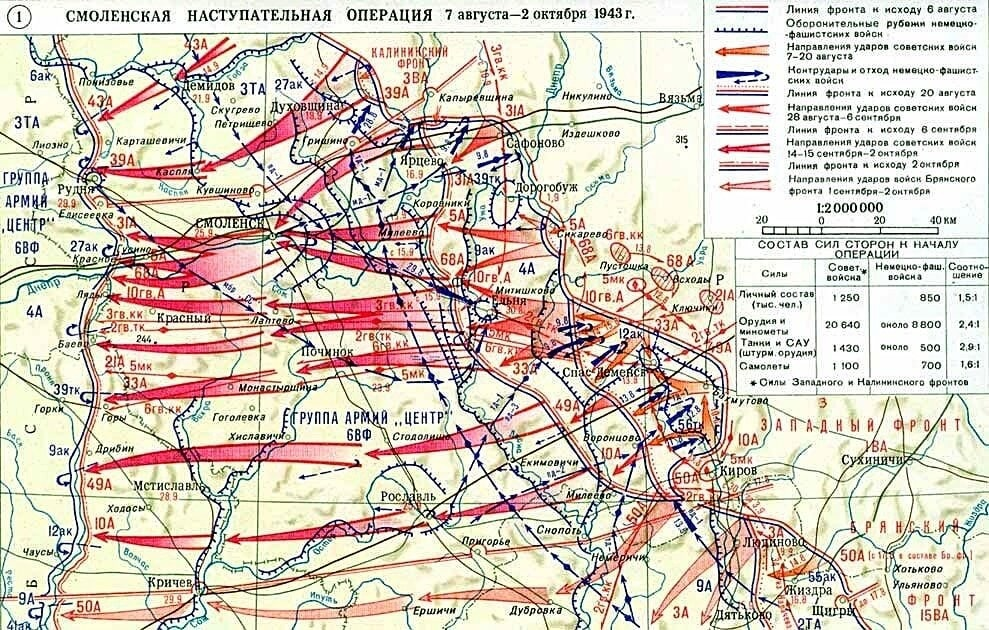
Смоленская наступательная операция 7 августа — 2 октября 1943 г. Схема

Начав 7 августа наступление, войска Западного фронта 20 августа завершили Спас-Деменскую операцию, в ходе которой разгромили группировку противника в районе Спас-Деменска, продвинулись в глубину на 30—40 км, а затем были остановлены на промежуточном оборонительном рубеже. Войска Калининского фронта, перешедшие в наступление 13 августа на духовщинском направлении, смогли лишь незначительно вклиниться в оборону противника. В создавшейся обстановке Ставка ВГК временно приостановила наступление, чтобы перегруппировать силы и подготовить новый удар.
Наступление в полосах 10-й гвардейской и 33-й армий генерал-лейтенанта К. П. Трубникова и генерал-полковника В. Н. Гордова началось 7 августа в 6 часов 30 минут после артиллерийской подготовки, продолжительность которой составила от 90 до 110 минут. Бои в главной полосе обороны противника сразу же приняли затяжной характер. Последовательно преодолевая эшелонированные траншеи и отражая контратаки его пехоты и танков, соединения двух армий к вечеру преодолели всего лишь 4 км.
С утра следующего дня генерал-полковник В. Д. Соколовский ввёл в сражение второй эшелон. Однако к существенным результатам это не привело. Командование группы армий «Центр» нарастило усилия за счёт переброски с орловского направления 2-й танковой, 36-й и 56-й пехотных дивизий. Советские войска овладели рядом деревень, но темпы их наступления были далеки от запланированных. Не изменило обстановку и применение 6-го гвардейского кавалерийского корпуса генерал-майора С. В. Соколова. Он, встретив сильное сопротивление врага на промежуточном рубеже, вынужден был перейти к действиям в пешем порядке и не смог реализовать свои маневренные возможности. В целом за семь суток главная ударная группировка фронта с большими потерями вклинилась на 12-16 км и прорвала тактическую зону обороны противника в полосе шириной 25-30 км.
На правом крыле соединения 31-й и 5-й армий генерал-майора В. А. Глуздовского и генерал-лейтенанта В. С. Поленова в течение 7-8 августа продвинулись на отдельных участках на 3-5 км и были остановлены перед третьей позицией. По-иному развивались события в полосе 10-й армии (генерал-лейтенант В. С. Попов). Перейдя в наступление 10 августа, её дивизии в течение двух дней образовали брешь в обороне немецких войск шириной и глубиной 10-11 км. Командующий войсками фронта решил в целях развития обозначившегося успеха ввести здесь в прорыв 5-й механизированный корпус генерал-майора М. В. Волкова. Совершив 130-километровый марш, он к исходу 12 августа сосредоточился в новом районе.
Уже утром практически без предварительной подготовки корпус перешёл в наступление, но из-за того, что противник успел организованно отойти и занять оборону на заранее подготовленном промежуточном рубеже, втянулся в затяжные бои в районе южнее Тягаева. В течение 14-16 августа стрелковые и подвижные соединения, неся большие потери от ударов немецкой авиации, увеличили вклинение ещё на 5-10 км. При этом 5-й механизированный корпус, утративший боеспособность, был выведен в резерв.
Хотя наступление войск Западного фронта развивалось медленными темпами, тем не менее создавалась реальная угроза выхода на тылы вражеской группировки, находившейся в районе Спас-Деменска. В связи с этим она начала отход. Установив его, 49-я армия генерал-майора И. Т. Гришина перешла в преследование, в течение 13 августа преодолела до 25 км и во взаимодействии с частями 33-й армии освободила город и железнодорожную станцию Спас-Деменск.
Как и предусматривалось планом операции, 39-я армия (генерал-лейтенант Л. И. Зыгин) Калининского фронта нанесла удар 13 августа. Но за шесть дней она смогла лишь потеснить противника на 5-6 км. В целом на первом этапе операции удалось прорвать его оборону только на спас-деменском направлении. Максимальное вклинение советских войск составило 35-40 км. Существенными причинами затяжных боев явились недостаток боеприпасов и быстрая переброска немецких соединений с орловско-брянского направления. Только с 1 по 18 августа против Калининского и Западного фронтов немецкое командование врага перебросило до 13 дивизий, значительно нарастив потенциал своей 4-й армии.
К началу третьей декады августа 1943 г. общая обстановка на советско-германском фронте претерпела существенные изменения. Они были обусловлены тем, что контрнаступление, начатое под Курском, переросло в стратегическое наступление. В его ходе войска Брянского и Центрального фронтов вышли на подступы к Людинову и Брянску, в результате чего в полосе обороны группы армий «Центр» выявился новый угрожаемый участок. Дальнейшее продвижение армий правого крыла Брянского фронта позволяло охватить с фланга рославльскую группировку противника. В таких условиях продвижение войск Западного фронта к Рославлю, на подступах к которому были сосредоточены значительные силы немецкой 4-й армии, уже не являлось безальтернативным.
В связи с этим генерал-полковник В. Д. Соколовский решил нанести главный удар не на Рославль, а в направлении Ельни, Смоленска. Для этого предназначались 10-я гвардейская, 21-я и 33-я армии. В подчинение 21-й армии (генерал-лейтенант Н. И. Крылов) выделялся прибывший из резерва Ставки ВГК 2-й гвардейский танковый корпус и семь артиллерийских бригад, а 33-й армии — 5-й механизированный и 6-й гвардейский кавалерийский корпуса, а также пять артиллерийских бригад. Ударной группировке фронта предстояло действовать в полосе шириной 36 км, из которых 20 км приходились на участок прорыва.
В дополнение к 31-й и 5-й армиям на правое крыло перемещалась 68-я армия (генерал-майор Е. П. Журавлев). Эта группировка получила приказ во взаимодействии с Калининским фронтом освободить города Дорогобуж и Ярцево. Войска левого крыла должны были развивать наступление на рославльском направлении. Необходимо подчеркнуть, что все эти задачи предстояло решать при явном дефиците боеприпасов, количество которых непосредственно в армиях находилось в пределах от 0,25 до 1,3 боекомплекта.
В то время как Западный фронт в рамках оперативной паузы осуществлял перегруппировку и сосредоточение войск, 39-я армия Калининского фронта 23 августа попыталась продолжить наступление на духовщинском направлении. Однако, как и прежде, успеха не достигла. Генерал-полковник А. И. Еременко 30 августа обратился в Ставку Верховного Главнокомандования с просьбой разрешить временно приостановить боевые действия. Но ему было приказано продолжить их вплоть до 7 сентября, чтобы не дать врагу возможности маневрировать силами и средствами.
С 28 августа по 6 сентября войска Западного фронта проводили Ельнинско-Дорогобужскую операцию. Используя огонь артиллерии и удары авиации, которые на этот раз оказались эффективными, стрелковые соединения в течение двух дней прорвали оборону противника на участке шириной до 30 км и на глубину 12—15 км. 30 августа в сражение был введён 2-й гвардейский танковый корпус генерал-майора А. С. Бурдейного, который преодолел до 20 км и совместно с соединениями и частями 10-й гвардейской армии овладел крупным узлом дорог и сильным опорным пунктом на смоленском направлении — г. Ельней. Это заставило немецкие войска начать отход перед 5-й армией. Перейдя к преследованию на рассвете 31 августа, её дивизии уже на следующий день освободили г. Дорогобуж, продвинувшись к исходу операции на 35—40 км.
Наступление развернулось в полосе шириной 150 км, но уже 5 сентября стало очевидно, что командованию врага удалось переброшенными с других участков силами занять заблаговременно подготовленные в глубине оборонительные рубежи. На правом крыле 31-я и 5-я армии втянулись в тяжёлые бои в лесном массиве, что юго-восточнее Ярцева. Предпринятая в центре полосы попытка 68-й, 10-й гвардейской и 21-й армий прорваться западнее Ельни не принесла результата. Не смогли достичь ощутимого успеха и действовавшие на левом крыле 33-я, 49-я и 10-я армии. Средние темпы наступления войск снизились до 1—3 км в сутки. Они понесли большие потери. Численность дивизий не превышала 4,5 тыс. человек. В подвижных соединениях осталось 380 исправных танков. Ощущался острый недостаток в боеприпасах. Командование группы армий «Центр», нарастив свои группировки на смоленском и рославльском направлениях, практически свело на нет созданное в полосе Западного фронта к 28 августа преимущество в силах и средствах.
Последовала очередная пауза в боевых действиях. В период с 7 по 14 сентября войска левого крыла Калининского, правого крыла и центра Западного фронтов закреплялись на достигнутых рубежах, вели разведку, уточняли систему огня противника, осуществляли перегруппировку. Перед ними стояла прежняя задача — освободить Смоленск и Рославль, а затем развивать наступление на запад.
Командующий войсками Западного фронта генерал армии В. Д. Соколовский планировал нанести главный удар в направлении Смоленска, Орши. К этому привлекались 10-я гвардейская (генерал-лейтенант А. В. Сухомлин), 21-я и 33-я армии, 2-й гвардейский танковый, 5-й механизированный, 6-й и 3-й (генерал-майор Н. С. Осликовский) гвардейские кавалерийские корпуса. Предусматривалась следующая последовательность действий: прорвать вражескую оборону на участке шириной 12 км, овладеть районом Починка и тем самым перерезать железную дорогу и шоссе Смоленск — Рославль; в дальнейшем частью сил освободить Смоленск, а главными силами вести наступление в общем направлении на Оршу. Армиям, развёрнутым на правом крыле (31-я, 5-я и 68-я), предстояло уничтожить противника в районе Ярцева и выйти на pеки Вопь и Днепр. Действовавшие на левом крыле 49-я и 10-я армии должны были форсировать р. Десна и освободить г. Рославль.
Перед армейскими соединениями левого крыла Калининского фронта стояла задача разгромить немецкие войска в районах Духовщины и Демидова, после чего нанести удар в общем направлении на Рудню, Витебск. Основная роль в операции отводилась 39-й армии. Ей предстояло прорвать оборону на участке шириной 9 км. Для этого выделялись 84-й и 2-й гвардейский стрелковые корпуса и подвижная группа в составе четырёх танковых бригад.
В 10 ч. 20 мин. 14 сентября после артиллерийской подготовки, продолжавшейся 80 минут, соединения и части 39-й и левого фланга 43-й армий (генерал-лейтенант К. Д. Голубев) атаковали позиции врага. К исходу дня они продвинулись на глубину от 3 до 13 км, расширив прорыв до 30 км. Развивая успех, передовые части 39-й армии, в командование которой вступил генерал-лейтенант Н. Э. Берзарин, в ночь на 19 сентября освободили г. Духовщина. Переоценив достигнутые результаты, Ставка ВГК приказала генерал-полковнику А. И. Ерёменко не позднее 9-10 октября овладеть Витебском. Выполняя это распоряжение, армии центра и левого крыла Калининского фронта к 30 сентября вышли на рубеж Усвяты, Рудня, но сломить возросшее сопротивление противника на витебском направлении оказались не в силах.
Войска Западного фронта возобновили наступление 15 сентября и прорвали оборону врага на всех участках. На следующий день на направлении главного удара прорыв был расширен до 20 км в ширину и до 10 км в глубину. При этом соединения 31-й армии овладели сильным узлом сопротивления — городом и железнодорожной станцией Ярцево, а 10-й армии — форсировали р. Десна. К 20 сентября советские войска преодолели с боями 40 км.
После перегруппировки войска Калининского и Западного фронтов возобновили наступление, осуществив соответственно Духовщинско-Демидовскую операцию и Смоленско-Рославльскую операцию.

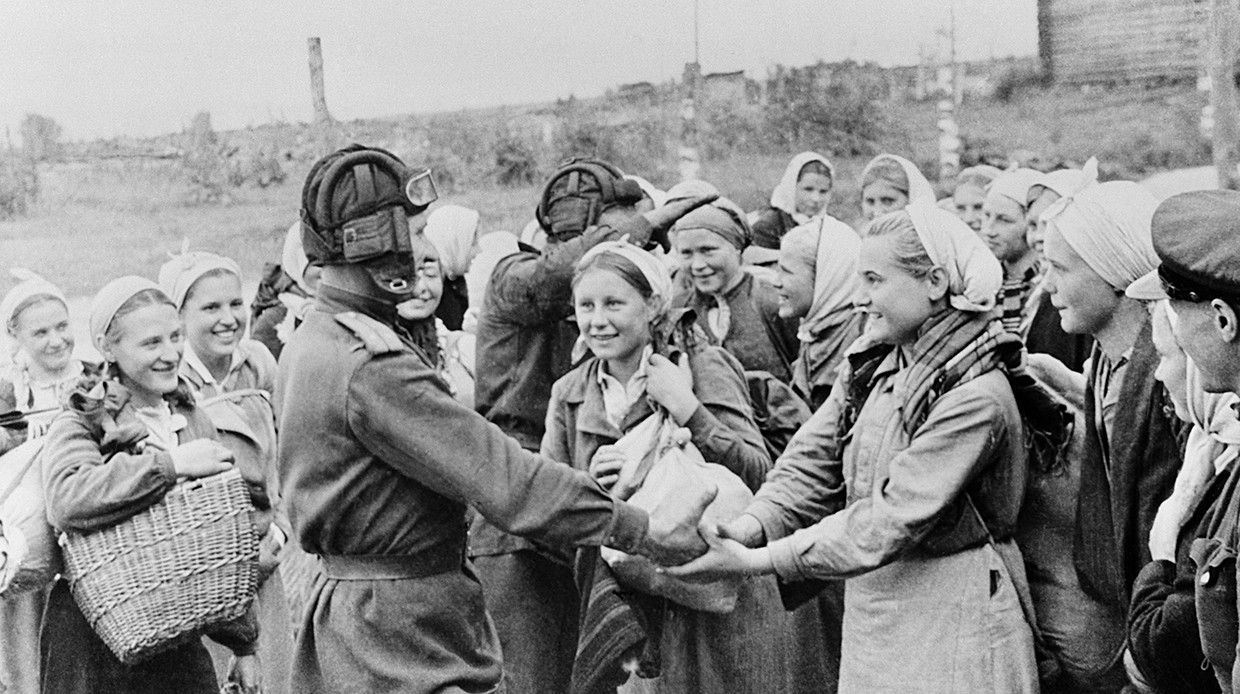
На освобожденной Смоленской земле.

Это обстоятельство послужило для Ставки Верховного Главнокомандования веским доводом при постановке фронту новой задачи. Она посчитала, что имевшимися силами он способен развить наступление на большую глубину. Поэтому генералу армии В. Д. Соколовскому было приказано разгромить отходившую группировку немецких войск и освободить Смоленск, а к 10—12 октября овладеть районами Орши и Могилёва. При этом глубина ближайшей задачи составляла 70, а последующей — свыше 180 км.
16 сентября было освобождено Ярцево, 21 сентября — Демидов. Уже в ночь на 25 сентября соединения 31, 5 и 68-й армий с различных направлений ворвались в Смоленск и вскоре полностью очистили его от оккупантов. В тот же день части 10-й армии, действовавшие на левом крыле, овладели г. Рославль. Продвинувшись на 135—145 км, войска фронта с ходу форсировали р. Сож, освободили города Красный, Мстиславль, Кричев и ко 2 октября вышли на рубеж западнее Велижа, Рудни, Елисеевка, Ляды, Ленино, Дрибин и далее на юг по р. Проня до Петуховки, где перешли к обороне.

## Результаты

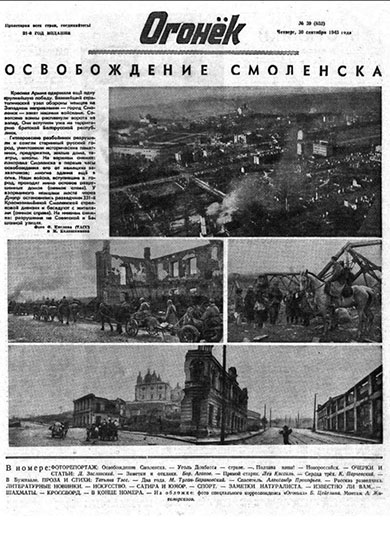
В освобожденном Смоленске. Фоторепортаж в журнале Огонек

В результате Смоленской операции советские войска продвинулись на запад на 200—250 км в полосе шириной 400 км, очистили от немецких оккупантов часть Калининской, Смоленскую область (свыше 7500 населенных пунктов, в том числе города Смоленск, Рославль, Ярцево, Ельню, Спас-Деменск, Дорогобуж, Духовщину, Демидов), положили начало освобождению Белоруссии. 7 дивизий (пять пехотных, одна танковая и одна моторизованная дивизии) противника были разгромлены, 14 потерпели тяжёлое поражение. Противник был вынужден перебросить с орловско-брянского и других направлений в район Смоленска 16 дивизий. Всего Калининский и Западный фронты сковали около 55 вражеских дивизий, что способствовало успешному завершению контрнаступления советских войск в Курской битве. Большую помощь армии оказали партизаны. Особо отличившиеся 70 соединений и частей Западного и 34 Калининского фронтов получили почётные наименования «Смоленские», «Ельнинские», «Духовщинские», «Ярцевские», «Демидовские», «Рославльские» и другие. Многие соединения и части награждены медалями.
Такой широкий манёвр стал следствием низкой активности советской авиации, располагавшей незначительным количеством бомбардировщиков. В результате прибывавшие части и соединения врага успевали занять подготовленные оборонительные рубежи в глубине ещё до выхода к ним ударных группировок двух фронтов. Это обусловило то, что советским войскам пришлось после оперативных пауз фактически трижды готовиться к прорыву обороны, менять направление главного удара, создавать новые группировки сил и средств, организовывать огневое поражение противника, управление своими войсками, всестороннее обеспечение боевых действий. Несомненно, такие условия в совокупности с дефицитом боеприпасов и горючего повлияли на потери в операции. Они составили 451 466 человек, из них 107 645 — безвозвратно, 863 танка и САУ, 234 орудия и миномёта, 303 боевых самолёта.

## Операция в компьютерных играх
- В миссии «Смоленск» компьютерной игры «В тылу врага 2: Штурм» игроку предстоит принять участие в Смоленско-Рославльской операции (форсировать Днепр и продвигаться к Смоленску). В миссии есть образцы техники, массовое производство которых началось уже после окончания Смоленской операции, что говорит о недостаточном соответствии игры реальной истории. К примеру, в миссии присутствует немецкая САУ «Ягдпантера», чьё серийное производство было развёрнуто только в октябре 1943 года.
- Смоленская наступательная операция представлена в компьютерной игре «Противостояние» RWG 3.0b.